# StarCraft 2 World Championship Series (ligue)
Cet article concerne la ligue non coréenne des WCS. Pour le tournoi dans son ensemble, voir StarCraft 2 World Championship Series.
La ligue non coréenne des StarCraft II World Championship Series, série de tournois sur le jeu vidéo de stratégie en temps réel StarCraft II, est organisée par l'Electronic Sports League (ESL) et Blizzard Entertainment. Cette ligue est particulièrement issue des anciennes WCS Europe et WCS Amérique. Elle est constituée de trois saisons en 2015 avec une dotation de 281 000 dollars par saison. La compétition est commentée en français par O'Gaming TV (Pomf et Thud).

## Vainqueurs
| 2015 StarCraft II World Championship Series | 2015 StarCraft II World Championship Series | 2015 StarCraft II World Championship Series | 2015 StarCraft II World Championship Series |
| Événement                                   | Date                                        | Gagnant                                     | Finaliste                                   |
| ------------------------------------------- | ------------------------------------------- | ------------------------------------------- | ------------------------------------------- |
| 2015 WCS Season 1                           | Du 14 janvier au 5 avril 2015               | (T) Polt                                    | (Z) Hydra                                   |
| 2015 WCS Season 2                           | Du 18 avril au 28 juin 2015                 | (Z) Hydra                                   | (P) Lilbow                                  |
| 2015 WCS Season 3                           | Du 29 mai au 13 septembre 2015              | (T) Lilbow                                  | (P) MaNa                                    |

## Organisation

### Qualifications
Les phases de qualifications permettent à 32 joueurs (64 pour la première saison) d'accéder à la Challenger League. Elle est séparée selon les régions et est constituée de quatre à 28 participants :
- 28 joueurs pour l'Europe, le Moyen-Orient et l'Afrique ;
- 16 joueurs pour les États-Unis et le Canada ;
- 8 joueurs pour la Chine ;
- 4 joueurs pour Amérique latine ;
- 4 joueurs pour Océanie et l'Asie du Sud-Est ;
- 4 joueurs pour Taïwan, Hong Kong et Macao.

En Europe (incluant l'Afrique et le Moyen-Orient), elles sont divisées en six tournois desquels 24 joueurs (les demi-finalistes) se qualifient pour les quatorze matchs de la Challenger League. Un dernier événement appelé la « Qualification de la dernière chance » permet aux seize meilleurs joueurs non qualifiés de concourir aux quatre places restantes dans un tournoi à double élimination. Les matchs sont joués en Best-of-3 (deux parties gagnantes). Les qualifications sont ouvertes à tous, il faut toutefois pour y participer être un résident d'Europe, Moyen-Orient ou Afrique, avoir un passeport ou un visa valide dans le pays de résidence, avoir 16 ans avant le 1er février et être classé Maître sur le serveur Européen de StarCraft II dans la saison actuelle. Le 16 décembre 2014, Blizzard Entertainment annonce leur date pour la saison 1 de 2015 : les 6, 7, 9, 12, 13 et 14 janvier et le 16 janvier pour les qualifications de la dernière chance.

### Challenger League
La Challenger League est constituée de matchs décisifs joués en best-of-5 (trois parties gagnantes). Elle est composée en tout de 32 matchs, les gagnants accèdent à la Premier League, tandis que les perdants sont éliminés et devront repasser les qualifications de la saison suivante.

### Premier League
La Premier League réunit toutes les régions des ligues non coréennes des WCS. Constituée de 32 participants, les seizièmes et huitièmes de finale sont des phases de groupes de quatre joueurs (huit puis quatre groupes) dans un format de double tournoi (format GSL), les deux premiers de chaque groupe accèdent à la phase suivante, les deux derniers sont éliminés :
1. Les quatre joueurs sont répartis en deux matchs.
2. Les deux gagnants s'affrontent dans les matchs des gagnants et le vainqueur prend la première place du groupe.
3. Les perdants du premier match s'affrontent et le perdant prend la quatrième place du groupe.
4. Le gagnant du match des perdants et le perdant du match des gagnants s'affrontent dans le match décisif, le vainqueur prend la deuxième place du groupe. Son adversaire prend la troisième place.

Les quarts de finale, demi-finale et grande finale sont joués dans un tableau à élimination direct ; les matchs sont en best-of-5 et best-of-7 (quatre partie gagnantes) pour la grande finale.

### Gains
| Place(s)          | Récompense  | Points gagnés |
| ----------------- | ----------- | ------------- |
| Médaille d'or     | 30 000 USD  | 2 000         |
| Médaille d'argent | 15 000 USD  | 1 250         |
| Demi-finalistes   | 10 000 USD  | 900           |
| 5 à 8             | 8 000 USD   | 600           |
| 9 à 12            | 6 000 USD   | 400           |
| 13 à 16           | 6 000 USD   | 300           |
| 17 à 24           | 4 500 USD   | 150           |
| 25 à 32           | 4 500 USD   | 100           |
| Total             | 217 000 USD | 12 250        |

| Places  | Récompense     | Points Gagnés       |
| ------- | -------------- | ------------------- |
| 1 à 32  | Premier League | Voir Premier League |
| 32 à 64 | 2 000 USD      | 50                  |
| Total   | 64 000 USD     | 1 600               |

Source : Battle.net

## Saison 1

### Challenger League
Les joueurs ayant remporté les qualifications de la saison 1 accèdent à la Challenger League de la saison 1. Ils s'affrontent dans des martchs décisifs pour accéder à la Premier League.

#### Europe
| 22 janvier 2015 |   |   |                |
| Welmu (P)       | 3 | 2 | (T) Beastyqt   |
| Happy (T)       | 3 | 2 | (P) Majestic   |
| MaNa (T)        | 3 | 2 | (T) HeRoMaRinE |
| Harstem (P)     | 0 | 3 | (Z) Serral     |

| 23 janvier 2015 |   |   |            |
| uThermal (T)    | 3 | 1 | (Z) Bly    |
| ShoWTimE (P)    | 3 | 1 | (P) Lilbow |
| BlinG (P)       | 2 | 3 | (T) MorroW |
| TLO (Z)         | 3 | 1 | (Z) Ret    |

| 24 janvier 2015 |   |   |                |
| TargA (Z)       | 3 | 1 | (T) Kas        |
| Snute (Z)       | 3 | 0 | (P) PsiOniC    |
| Starbuck (Z)    | 1 | 3 | (Z) FireCake   |
| ForGG (T)       | 3 | 2 | (T) MarineLorD |
| Nerchio (Z)     | 1 | 3 | (P) NaNiwa     |
| Bunny (T)       | 3 | 0 | (P) PtitDrogo  |

#### Amérique du Nord
| 24 janvier 2015 |   |   |                  |
| qxc (T)         | 0 | 3 | (Z) Kane         |
| puCK (P)        | 3 | 1 | (Z) Guitarcheese |
| Polt (T)        | 3 | 0 | (T) Semper       |
| Scarlett (Z)    | 2 | 3 | (P) Astrea       |

| 25 janvier 2015 |   |   |               |
| HuK (P)         | 3 | 2 | (P) State     |
| MaSa (T)        | 1 | 3 | (Z) Hydra     |
| viOLet (Z)      | 3 | 1 | (T) Xenocider |
| Suppy (Z)       | 3 | 0 | (P) Bails     |

| 14 janvier 2015 |   |   |            |
| iAsonu (Z)      | 3 | 2 | (T) XY     |
| TooDming (Z)    | 2 | 3 | (P) Jim    |
| XiGua (Z)       | 3 | 0 | (P) Clavie |
| MacSed (P)      | 3 | 1 | (P) Top    |

| 18 janvier 2015 |   |   |               |
| MajOr (Z)       | 3 | 0 | (T) JimRising |
| CatZ (Z)        | 0 | 3 | (P) Kelazhur  |

| 17 janvier 2015 |   |   |              |
| PiG (Z)         | 3 | 1 | (T) KingKong |
| iaguz (Z)       | 3 | 2 | (P) EnDerr   |

| 23 janvier 2015 |   |   |         |
| Ian (Z)         | 0 | 3 | (Z) Sen |
| Rex (Z)         | 1 | 3 | (P) Has |

### Premier League
Les joueurs vainqueurs de la Challenger League s'affrontent dans la Premier League ; elle unifie toutes les régions,.

#### Première phase de poules
À la suite d'une erreur de l'ESL, les poules ont été à nouveau tirées au sort. Les groupes sont joués au format de double tournoi.
| 14 février 2015 à Burbank |              |     |     |
| N°                        | Joueur       | P   | M   |
| 1                         | (Z) Snute    | 4-0 | 2-0 |
| 2                         | (Z) XiGua    | 4-4 | 2-1 |
| 3                         | (T) uThermal | 3-4 | 1-2 |
| 4                         | (P) Astrea   | 1-4 | 0-2 |

| 15 février 2015 à Burbank |              |     |     |
| N°                        | Joueur       | P   | M   |
| 1                         | (T) Polt     | 4-2 | 2-0 |
| 2                         | (Z) TLO      | 4-3 | 2-1 |
| 3                         | (T) Kelazhur | 4-4 | 1-2 |
| 4                         | (P) Jim      | 1-4 | 0-2 |

| 19 février 2015 à Cologne |            |     |     |
| N°                        | Joueur     | P   | M   |
| 1                         | (P) MaNa   | 4-0 | 2-0 |
| 2                         | (T) Bunny  | 4-3 | 2-1 |
| 3                         | (Z) viOLet | 2-5 | 1-2 |
| 4                         | (T) MajOr  | 2-4 | 0-2 |

| 20 février 2015 à Cologne |           |     |     |
| N°                        | Joueur    | P   | M   |
| 1                         | (Z) Kane  | 4-2 | 2-0 |
| 2                         | (Z) PiG   | 4-4 | 2-1 |
| 3                         | (T) Happy | 4-4 | 1-2 |
| 4                         | (Z) TargA | 2-4 | 0-2 |

| 21 février 2015 à Cologne |              |     |     |
| N°                        | Joueur       | P   | M   |
| 1                         | (T) ForGG    | 4-1 | 2-0 |
| 2                         | (Z) FireCake | 5-2 | 2-1 |
| 3                         | (P) puCK     | 2-4 | 1-2 |
| 4                         | (Z) Sen      | 0-4 | 0-2 |

| 22 février 2015 à Cologne |            |     |     |
| N°                        | Joueur     | P   | M   |
| 1                         | (Z) Serral | 4-0 | 2-0 |
| 2                         | (P) Has    | 5-3 | 2-1 |
| 3                         | (P) NaNiwa | 2-5 | 1-2 |
| 4                         | (Z) Suppy  | 1-4 | 0-2 |

| 27 février 2015 à Burbank |              |     |     |
| N°                        | Joueur       | P   | M   |
| 1                         | (P) ShoWTimE | 4-2 | 2-0 |
| 2                         | (Z) Hydra    | 5-2 | 2-1 |
| 3                         | (T) MorroW   | 3-5 | 1-2 |
| 4                         | (Z) iAsonu   | 1-4 | 0-2 |

| 28 février 2015 à Burbank |            |     |     |
| N°                        | Joueur     | P   | M   |
| 1                         | (P) Welmu  | 4-0 | 2-0 |
| 2                         | (P) MacSed | 4-3 | 2-1 |
| 3                         | (T) iaguz  | 3-4 | 1-2 |
| 4                         | (P) Huk    | 0-4 | 0-2 |

#### Seconde phase de poules
La seconde phase de poules (Ro16) ainsi que le tableau final sont joués à la Gamers Assembly de 2015 à Poitiers en France.
| 3 et 4 avril 2015 à Poitiers |            |     |     |
| N°                           | Joueur     | P   | M   |
| 1                            | (T) ForGG  | 4-0 | 2-0 |
| 2                            | (Z) TLO    | 4-4 | 1-1 |
| 3                            | (Z) Serral | 3-4 | 1-2 |
| 4                            | (Z) XiGua  | 1-4 | 0-2 |

| 3 et 4 avril 2015 à Poitiers |              |     |     |
| N°                           | Joueur       | P   | M   |
| 1                            | (Z) Snute    | 4-1 | 2-0 |
| 2                            | (P) ShoWTimE | 4-4 | 1-1 |
| 3                            | (P) MacSed   | 4-4 | 1-2 |
| 4                            | (Z) PiG      | 1-4 | 0-2 |

| 3 et 4 avril 2015 à Poitiers |              |     |     |
| N°                           | Joueur       | P   | M   |
| 1                            | (Z) Hydra    | 4-1 | 2-0 |
| 2                            | (T) Polt     | 5-2 | 1-1 |
| 3                            | (Z) FireCake | 2-5 | 1-2 |
| 4                            | (P) MaNa     | 1-4 | 0-2 |

| 3 et 4 avril 2015 à Poitiers |           |     |     |
| N°                           | Joueur    | P   | M   |
| 1                            | (Z) Kane  | 4-1 | 2-0 |
| 2                            | (T) Bunny | 4-3 | 1-1 |
| 3                            | (P) Has   | 3-5 | 1-2 |
| 4                            | (P) Welmu | 2-4 | 0-2 |

#### Tableau final
Légende des races :  Protoss  Terran  Zerg
|  | Quarts de finale (Bo5) | Quarts de finale (Bo5) | Quarts de finale (Bo5) | Quarts de finale (Bo5) |       |       | Demi-finales (Bo5) | Demi-finales (Bo5) | Demi-finales (Bo5) | Demi-finales (Bo5) |  |  | Finale (Bo7) | Finale (Bo7) | Finale (Bo7) | Finale (Bo7) |
|  |                        |                        |                        |                        |       |       |                    |                    |                    |                    |  |  |              |              |              |              |
|  | 5 avril 2015           | 5 avril 2015           | 5 avril 2015           | 5 avril 2015           |       |       | 5 avril 2015       | 5 avril 2015       | 5 avril 2015       | 5 avril 2015       |  |  | 5 avril 2015 | 5 avril 2015 | 5 avril 2015 | 5 avril 2015 |
|  | 5 avril 2015           | 5 avril 2015           | 5 avril 2015           | 5 avril 2015           |       |       | 5 avril 2015       | 5 avril 2015       | 5 avril 2015       | 5 avril 2015       |  |  | 5 avril 2015 | 5 avril 2015 | 5 avril 2015 | 5 avril 2015 |
|  | Hydra                  | Hydra                  | 3                      | 3                      |       |       | 5 avril 2015       | 5 avril 2015       | 5 avril 2015       | 5 avril 2015       |  |  | 5 avril 2015 | 5 avril 2015 | 5 avril 2015 | 5 avril 2015 |
|  | Hydra                  | Hydra                  | 3                      | 3                      |       |       | 5 avril 2015       | 5 avril 2015       | 5 avril 2015       | 5 avril 2015       |  |  | 5 avril 2015 | 5 avril 2015 | 5 avril 2015 | 5 avril 2015 |
|  | TLO                    | TLO                    | 0                      | 0                      |       |       | 5 avril 2015       | 5 avril 2015       | 5 avril 2015       | 5 avril 2015       |  |  | 5 avril 2015 | 5 avril 2015 | 5 avril 2015 | 5 avril 2015 |
|  | TLO                    | TLO                    | 0                      | 0                      | Hydra | Hydra | 3                  | 3                  |                    |                    |  |  | 5 avril 2015 | 5 avril 2015 | 5 avril 2015 | 5 avril 2015 |
|  | 5 avril 2015           |                        |                        |                        | Hydra | Hydra | 3                  | 3                  |                    |                    |  |  | 5 avril 2015 | 5 avril 2015 | 5 avril 2015 | 5 avril 2015 |
|  |                        |                        | ShoWTimE               | ShoWTimE               | 0     | 0     |                    |                    |                    |                    |  |  | 5 avril 2015 | 5 avril 2015 | 5 avril 2015 | 5 avril 2015 |
|  | Kane                   | Kane                   | ShoWTimE               | ShoWTimE               | 0     | 0     | 1                  | 1                  |                    |                    |  |  | 5 avril 2015 | 5 avril 2015 | 5 avril 2015 | 5 avril 2015 |
|  | Kane                   | Kane                   | 5 avril 2015           |                        |       |       | 1                  | 1                  |                    |                    |  |  | 5 avril 2015 | 5 avril 2015 | 5 avril 2015 | 5 avril 2015 |
|  | ShoWTimE               | ShoWTimE               | 3                      | 3                      |       |       |                    |                    |                    |                    |  |  | 5 avril 2015 | 5 avril 2015 | 5 avril 2015 | 5 avril 2015 |
|  | ShoWTimE               | ShoWTimE               | 3                      | 3                      | Hydra | Hydra | 3                  | 3                  |                    |                    |  |  |              |              |              |              |
|  | 5 avril 2015           |                        |                        |                        | Hydra | Hydra | 3                  | 3                  |                    |                    |  |  |              |              |              |              |
|  |                        |                        | Polt                   | Polt                   | 4     | 4     |                    |                    |                    |                    |  |  |              |              |              |              |
|  | Snute                  | Snute                  | Polt                   | Polt                   | 4     | 4     | 1                  | 1                  |                    |                    |  |  |              |              |              |              |
|  | Snute                  | Snute                  |                        |                        |       |       |                    |                    |                    |                    |  |  |              |              |              |              |
|  | Bunny                  | Bunny                  | 3                      | 3                      |       |       |                    |                    |                    |                    |  |  |              |              |              |              |
|  | Bunny                  | Bunny                  | 3                      | 3                      | Bunny | Bunny | 2                  | 2                  |                    |                    |  |  |              |              |              |              |
|  | 5 avril 2015           |                        |                        |                        | Bunny | Bunny | 2                  | 2                  |                    |                    |  |  |              |              |              |              |
|  |                        |                        | Polt                   | Polt                   | 3     | 3     |                    |                    |                    |                    |  |  |              |              |              |              |
|  | ForGG                  | ForGG                  | Polt                   | Polt                   | 3     | 3     | 2                  | 2                  |                    |                    |  |  |              |              |              |              |
|  | ForGG                  | ForGG                  |                        |                        |       |       |                    | 2                  |                    |                    |  |  |              |              |              |              |
|  | Polt                   | Polt                   | 3                      | 3                      |       |       |                    |                    |                    |                    |  |  |              |              |              |              |
|  | Polt                   | Polt                   | 3                      | 3                      |       |       |                    |                    |                    |                    |  |  |              |              |              |              |
|  |                        |                        |                        |                        |       |       |                    |                    |                    |                    |  |  |              |              |              |              |

### Millenium.org
1. ↑  rédaction de Millenium, « WCS SC2 2015 Saison 1 Challenger League », sur Millenium.org, 3 janvier 2015 (consulté le 25 janvier 2015).
2. ↑  rédaction de Millenium, « WCS 2015 Saison 1 - Premier League - Ro32 », sur Millenium.org, 3 janvier 2015 (consulté le 25 janvier 2015).

### Site officiel Battle.net
1. 1 2 3 4  (en) Blizzard Entertainment, « Announcing the WCS 2015 EU qualifiers », sur StarCraft II WCS, 16 décembre (consulté le 24 janvier 2015).
2. ↑  (en) Blizzard Entertainment, « WCS 2015: Details on Points, Prizes, and Residency », sur StarCraft II WCS, 25 novembre 2014 (consulté le 24 décembre 2014).

### Liquipedia
1. 1 2 3  (en) « 2015 WCS Season 1 », sur Liquipedia (consulté le 24 janvier 2015).
2. ↑  (en) « 2015 WCS Season 1 Premier League », sur Liquipedia (consulté le 25 janvier 2015).

### Autres
1. ↑  https://play.eslgaming.com/starcraft/global/news/253103/
2. ↑  Chris Smith, « The Starcraft II World Championship Series is coming to a head », sur TweakTown, 2 mars 2015 (consulté le 4 mars 2015).